# Luiza Neto Jorge
Luiza Neto Jorge (Lisboa, Portugal; 10 de mayo de 1939 - ibidem; 23 de febrero de 1989) fue una traductora y poeta portuguesa.

## Biografía
Luiza Neto nación en la ciudad de Lisboa en 1939. En su carrera universitaria asistió a la Facultad de Artes de la Universidad de Lisboa, pero desistió del curso, viviendo en París durante 8 años (1962-1970). Es considerada una de las personalidades más destacadas en un movimiento literario de un grupo de poetas portugueses conocido como Poesía 61. Sobre esta temática publicó Quarta Dimensão (Cuarta dimensión). Pero ese libro, a veces confundido con su debut literario, no lo es. El primer libro que publicó Luiza fue Noite Vertebrada (Noche vertebrada) en el año 1960, al cual le seguiría otra obra de escasa implantación.
Como traductora hizo una labor sin precedentes en el campo de la poesía, narrativa y con varias obras de teatro, incluyendo la traducción de autores como Céline —la traducción de Mort à crédit le valió el premio especializado del Club PEN—, Sade, Goethe, Verlaine, Marguerite Yourcenar, Jean Genet, Witold Gombrowicz, Apollinaire, Karl Valentín, García Lorca, Ionesco, Boris Vian u Oscar Panizza entre otros.
Hizo adaptaciones de textos para teatro (Diderot, etc.) y colaboró con algunos cineastas, escribiendo diálogos para películas de Paulo Rocha y Solveig Nordlund, o argumentos de la obra Os Brandos Costumes de Alberto Seixas Santos (1975) y asistió en el ámbito literario a Margarita Gil, para su obra Relação Fiel e Verdadeira (Relación leal y verdadera, de 1989).
Desde 1973 no publicó ningún libro de poemas, aunque sí publicó algunos poemas sueltos en revistas literarias, como Colóquio-Letras. Sin embargo, Luiza Neto está representada en la mayoría de antologías contemporáneas de la poesía portuguesa y la mayor parte de su poemario ha sido traducido a varios idiomas.
En 1993 se publicó una obra recopilatoria de todo su poemario bajo el nombre de A Lume, de Fernando Cabral Martins.
Estaba casada con el traductor y crítico teatral Manuel João Gomes (Coímbra, Portugal, 1948-2007), con quien tuvo un hijo, nacido en 1973, Dinis Neto Jorge Gomes, actor conocido como Dinis Gomes.
Murió en la ciudad de Lisboa en 1989, de una enfermedad pulmonar.